# Billinghay
Billinghay est un petit village du Lincolnshire, au Nord-Est de l'Angleterre, situé à une quinzaine de kilomètres de Sleaford.
Billinghay compte environ 2 203 habitants au recensement de 2021.

## Lieux d'intérêt
On trouve à Billinghay une église ayant un intérêt historique, datant du XIIIe siècle.

## Jumelage
- Ballon (Sarthe) (France)